# Fall in Love with Me
Fall in Love with Me (chino tradicional: 愛上兩個我 ; pinyin: Ai Shang Liang Ge Wo) es una serie de televisión taiwanesa transmitida por TTV en 2014. Está protagonizada por Aaron Yan, Tia Lee, Jack Li y Katherine Wang.

## Argumento
Lu Tian Xing es un prodigio en el campo de la publicidad de Asia. Rico, famoso y de gran éxito, de repente se anuncia durante una conferencia de prensa que va a tomar un descanso de tres meses a partir de la vida de la publicidad. Con un simple disfraz, se transforma en "Xiao Lu". Introduzca Tao Le Si, una joven que prometió a su difunto hermano para proteger a su agencia de publicidad y su legado. Desafortunadamente, los negocios nunca recoge y Le Si tenido que batallar con Tian Xing para detener su compañía de ser vendido. Cuando Xiao Lu entra en las puertas de su oficina, Le Si inicialmente piensa que él es Tian Xing, pero las personalidades de los dos hombres son completamente opuestos.

## Reparto

### Personajes principales
- Aaron Yan 炎亞綸 como Lu Tian Xing 路天行 / Xiao Lu 小鹿
- Tia Lee 李毓芬 como Tao Le Si 陶樂思
- Jack Li 李運慶 como Leo 翁立洋
- Katherine Wang 王凱蒂 como Xu Miao Miao 徐妙妙

### Personajes secundarios
- Huang Huai Chen 黃懷晨 como Wang Ting Wei 王廷威
- Hope Lin Ke Tong 林可彤 como Helen Cao Hia Lun 曹海倫
- Beatrice Fang 方志友 como Li Huan Huan 李歡歡
- Kao Ying Hsuan 高英軒 como Li Qi Xuan / Lance 李奇軒
- Chen Bo Zheng 陳博正 como Fu Bo 福伯
- Jian Chang 檢場 como Tao De Li 陶得力
- Xie Qiong Nuan 謝瓊煖 como Hong Xiu Luan 洪秀鑾
- Evan Yo 蔡旻佑 como Tao Le Yuan 陶樂源
- Yang Ming Wei 楊銘威 como Jia Gai Xian 賈蓋先

## Banda sonora
1. 1/2 二分之一 - Aaron Yan 炎亞綸 con G.NA
2. This Is Not Me 這不是我 - Aaron Yan 炎亞綸
3. The Unwanted Love 多餘的我 - Aaron Yan 炎亞綸
4. No Rules 沒規矩 - Aaron Yan 炎亞綸
5. The Only Rose 唯一的玫瑰 - Aaron Yan 炎亞綸
6. Taipei Dreamin 台北沉睡了 - Aaron Yan 炎亞綸
7. Melted 融化了 - Popu Lady
8. The Happiness Is Just Enough 這樣的幸福剛剛好 - Popu Lady
9. The Warmth in the Pocket 口袋的溫度 - Hebe 田馥甄

10 Unlimited

## Audiencia
Conflicto de dramas en los canales rivales a transmitirse en el mismo intervalo de tiempo fueron:
- FTV -  First Kiss

| Fecha de emisión     | Episodio | Media | Rango |
| -------------------- | -------- | ----- | ----- |
| 6 de abril de 2014   | 1        | 1.95  | 1     |
| 13 de abril de 2014  | 2        | 1.32  | 1     |
| 20 de abril de 2014  | 3        | 1.07  | 1     |
| 27 de abril de 2014  | 4        | 1.28  | 1     |
| 4 de mayo de 2014    | 5        | 1.27  | 1     |
| 11 de mayo de 2014   | 6        | 1.14  | 1     |
| 18 de mayo de 2014   | 7        | 1.45  | 1     |
| 25 de mayo de 2014   | 8        | 1.52  | 1     |
| 1 de junio de 2014   | 9        | 1.28  | 1     |
| 8 de junio de 2014   | 10       | 1.19  | 1     |
| 15 de junio de 2014  | 11       | 1.58  | 1     |
| 22 de junio de 2014  | 12       | 1.34  | 1     |
| 29 de junio de 2014  | 13       | 1.47  | 1     |
| 6 de julio de 2014   | 14       | 1.35  | 1     |
| 13 de julio de 2014  | 15       | 1.86  | 1     |
| 20 de julio de 2014  | 16       | 1.70  | 1     |
| 27 de julio de 2014  | 17       | 2.16  | 1     |
| 3 de agosto de 2014  | 18       | 2.17  | 1     |
| 10 de agosto de 2014 | 19       | 2.33  | 1     |
| 17 de agosto de 2014 | 20       | 2.58  | 1     |
| Media                | Media    | 1.55  | 1     |

## Premios y nominaciones
| Año  | Ceremonia           | Categoría                    | Candidato            | Resultado |
| ---- | ------------------- | ---------------------------- | -------------------- | --------- |
| 2014 | Sanlih Drama Awards | Mejor actor                  | Aaron Yan            | Ganador   |
| 2014 | Sanlih Drama Awards | Mejor actriz                 | Tia Lee              | Nominada  |
| 2014 | Sanlih Drama Awards | Mejor pareja                 | Aaron Yan y Tia Lee  | Nominados |
| 2014 | Sanlih Drama Awards | Mejor beso                   | Aaron Yan y Tia Lee  | Nominados |
| 2014 | Sanlih Drama Awards | Mejor llorar                 | Aaron Yan y Tia Lee  | Nominados |
| 2014 | Sanlih Drama Awards | Mejor lady killer            | Chen Bor Jeng        | Nominado  |
| 2014 | Sanlih Drama Awards | Mejor lady killer            | Jian Chang           | Nominado  |
| 2014 | Sanlih Drama Awards | Premio Onda de China         | Aaron Yan            | Nominado  |
| 2014 | Sanlih Drama Awards | Premio Onda de China         | Tia Lee              | Nominada  |
| 2014 | Sanlih Drama Awards | Premio de popularidad (Wibo) | Aaron Yan            | Ganador   |
| 2014 | Sanlih Drama Awards | Premio de popularidad (Wibo) | Tia Lee              | Nominada  |
| 2014 | Sanlih Drama Awards | Mejor drama                  | Fall in Love with Me | Ganadores |